# Simon Flem Devold
Simon Flem Devold, född Helge Flem Devold 17 mars 1929 i Namsos, död 20 maj 2015, var en norsk författare, journalist och jazzklarinettist. Vid tre års ålder flyttade han med sin familj till Ålesund, där han växte upp.
Namnbytet, från Helge till Simon, skedde i samband med hans anknytning till Subud, en världsomspännande sammanslutning med indonesiska rötter.

## Författare och skribent
Devold är kanske mest känd som en barnens försvarare, bland annat genom sin fasta spalt i Aftenposten, "På skråss".
Devolds bokdebut kom 1973 med Gutta og jeg, en samling porträtt av olika byoriginal. Allt som allt skrev han sjutton böcker, jämnt fördelat mellan böcker om barns livskunskap och rättigheter, och böcker om byoriginal. Hans kanske mest kända bok, Morten, 11 år, har översatts till bland annat svenska, tyska, nederländska och japanska.
Han arbetade också som journalist på Sunnmørsposten, där han gjorde sig känd med sina skarpa ord - och figuren Maskemakk.

## Musikern
Devold ledde S.F.D. Kvartett, och de sista åren samarbetade han med Tord Gustavsen. Devold medverkade på Turid Lisbeth Nygårds barnjazzskiva Trollhalen (Musico, 2001). Med Marit Carlsen gav han 1989 ut Swingende barnetro (Kirkelig Kulturverksted). 1999 höll han i en "jazzbarnhage" på Hemnesjazz, tillsammans med Jon Kirkebø Rosslund och Pål Are Bakksjø.

## Barn av Jorden
1987 fick Devold idén att göra Nordkap, Norges nordligaste punkt (på fastlandet) till en plats där man skulle uppmärksamma barns situation över hela världen. I samarbete med Nordkapps Vel, samlades sju barn från olika håll på jorden, på Nordkap, härav namnet Barn av Jorden. Projektet har omvandlats till att varje år ge 100 000 norska kronor till en person eller ett projekt som har visat omsorg och hjälpt till att stödja utsatta barn. Barn av Jordens Pris delas ut i juni.

## Priser och utmärkelser
- Hirschfeldtprisen 1965
- Årets navn i Dagbladet 1984
- Årets TV-navn i Se og Hør 1985
- Paul Robesonprisen 1988
- Brobyggerprisen 1996
- Brummprisen 1996
- Wandaprisen 1998
- Tulipanprisen 2000
- Kongens fortjenstemedalje i gull 2002